# 호텔 더스크의 비밀
《호텔 더스크의 비밀》은 CING이 개발하고 닌텐도가 발매한 닌텐도 DS용 어드벤처 게임이다. 2005년 10월 5일 《위시 룸》이라는 제목으로 알려졌으며, 2006년 5월 9일 E3 컨벤션에서 정식으로 소개되었다. 2007년 1월 22일에 북미 지역 출시를 시작하였고, 이후 일본 등 다른 나라에서도 연달아 출시되었다. 닌텐도 DS 럼블 팩을 지원하며, 2008년에는 DS 게임의 터치 제너레이션 목록에 포함되어 재출시되었다.

## 게임플레이
호텔을 무대로 등장인물의 과거나 수수께끼에 관한 일들을 풀어나가는 것을 통해서 게임을 진행한다. 터치 펜 조작이나 듀얼 스크린의 장점을 살린 수수께끼 해결이 특징이다.
플레이어는 카일 하이드가 되어 돌아다니면서 DS의 터치 스크린을 이용하여 주변 환경과 상호작용을 하고, 게임기의 특징인 터치 스크린, 마이크로폰, 커버를 닫는 등의 다양한 조작으로 여러 가지 퍼즐을 해결해야만 한다. 보통 DS를 90도로 돌려서 책처럼 들고 게임을 해야하며, 옵션을 통해서 주로 사용하는 손에 맞게 터치패드 방향을 바꿀 수 있다.
게임 전체에 걸쳐서, 플레이어는 드러나지 않은 중요한 정보들을 얻기 위해 다양한 호텔의 투숙객, 직원들과 이야기를 나누어야 한다. 플레이어는 카일이 수집한 아이템들을 보여주거나, 카일이 궁금해하는 사항을 질문해볼 수 있다. 플레이어가 올바른 질문을 선택함으로써, 카일은 자신이 알고자 했던 숨겨진 정보들을 얻게 된다. 잘못된 질문이나 대화를 선택하거나, 잘못된 아이템을 제시하면 그 사람을 혼란스럽게 하거나 화나게 할 수 있다. 이럴 경우에는 질문을 받은 캐릭터의 모습이 어둡게 표시된다. 이러한 일이 반복되면 카일이 미스테리를 풀지 못한 채 자신의 방에서 나오지 않거나, 호텔에서 쫓겨나는 결과를 초래하게 된다.
게임은 주로 퍼즐로 이루어져 있는데, 이 퍼즐의 대부분은 터치 스크린을 이용하여 해결하는 것이다. 이동은 화면에 나타난 지도를 통해서 아이콘으로 표현된 카일을 터치 스크린을 통해 움직이는 것으로 가능하며, 다른 화면에서는 3차원으로 표현된 카일의 시야가 나타난다.
터치 스크린을 이용한 수첩을 통해서 중요한 사항을 메모할 수도 있다. 여러 개의 메모장이 들어 있는 수첩을 쓸 수 있으며, 간단한 연필/지우개 시스템으로 되어 있다.

## 줄거리
게임의 주된 설정은 1979년, 네바다주 서남부에 위치한 가상의 작고 낡은 호텔 더스크이다. 주인공 카일 하이드는 뉴욕 경찰 시절의 오랜 동료였던 브라이언 브래들리를 찾고 있다. 호텔에 머무는 동안, 카일은 호텔에 숨겨져 있던 진실들을 파헤쳐나가고, 이를 통해서 자신이 가져왔던 의문에 대한 해답을 찾게 된다.

#### 과거
로버트 에반스와 더닝 스미스는 대학 시절 절친한 친구 사이였지만, 졸업 후 각자의 길을 가게 되었다. 에반스는 아버지로부터 화랑을 물려받았으며, 반면에 더닝은 전문 화가가 되고자 하였다. 둘은 모두 결혼하여 각자 딸인 밀라와 제니를 두게 된다. 1960년, 비행기 사고로 각자의 아내를 잃고난 후, 둘은 공항에서 극적으로 재회하게 된다. 1년 후 에반스는 값진 작품들을 남기고 요절한 화가인 "오스터존"이라는 가상의 인물을 계획한다. 에반스는 더닝의 그림 솜씨를 칭찬하면서, 동의 하에 오스터존의 이름으로 작품을 그려줄 것을 제안하였다. 더닝이 그림을 그리면, 에반스는 자신의 화랑에 그린 작품을 전시하였다. 그는 오스터존의 일생, 어떻게 죽었는가, 발견된 작품은 어떻게 분실되었나에 대한 거짓 전기를 쓰기도 하였다. 속임수는 대성공이었고, 작품은 비싼 값에 팔려나가 에반스와 더닝은 부자가 되었다. 오스터존의 작품은 매우 높은 가치를 지니게 되었고, 특히 "문을 여는 천사"라는 작품이 아주 유명해졌다. 시간이 지나면서, 더닝은 유령 화가로 지내는 것에 대해 회의를 느끼고, 오스터존의 작품을 그리는 것을 그만두고 싶어하게 된다.
불행히도, 에반스의 작품 거래는 "나일"이라고 불리는 집단을 비롯, 여러 범죄 조직들과 깊은 연관을 맺고 있었다. 1969년, 에반스는 나일과의 접선을 위한 장소로 호텔 더스크를 매입하고, 또한 그곳을 더닝이 비밀스럽게 그림 작업을 할 수 있는 장소로 정한다. 어느 날, 더닝은 호텔 더스크에 초대받게 되고, 자신의 딸 제니를 그곳에 데리고 와서 에반스의 딸인 밀라와 함께 관리하지 않는 다른 방에서 놀게 한다. 에반스와 대화를 나누는 동안, 더닝은 그림 그리는 것을 거부하고, 그 결과 나일의 조직원이 제니를 유괴하게 된다. 함께 있던 밀라는 두려워하면서 그를 막고자 하지만, 내팽개쳐지면서 혼수상태에 빠지게 된다. 그들이 돌아왔을 때, 밀라는 의식을 잃은 채 바닥에 쓰러져 있었고, 제니는 실종되었다. 에반스는 로빈스 기념 병원으로 밀라를 이송하고 아침에 호텔로 돌아온다. 그는 더닝에게 제니가 돌아오기 위해서는 오스터존의 그림을 계속 그려야만 한다고 협박한다. 한편, 에반스는 항상 빠지지 않고 한달에 한번씩 밀라가 있는 병원으로 찾아간다. 나일과의 관계가 복잡해지자, 에반스는 어쩔 수 없이 화랑을 닫고 더닝에게 호텔 더스크를 판다. 그림을 그린지 3년이 된 후에, 더닝은 제니를 되찾을 수 있다는 희망을 버리고 모든 것을 중단하기로 결정한다. 그러던 중 그는 호텔 더스크에서 계속 기다리면 제니가 돌아올 것이라는 에반스의 편지를 받는다. 1974년 더닝은 오스터존과 나일에 대한 모든 증거들을 숨긴 채로 호텔 더스크를 다시 영업하기 시작한다. 호텔에서 유괴 당한 제니에 대한 소문이 떠돌게 되자, 더닝은 215호실에서 소원을 이룰 수 있다는 이야기를 만들어내어 손님들을 끌어모은다.

#### 현재
현재로부터의 3년 전 뉴욕, N.Y.P.D.의 카일 하이드와 브라이언 브래들리는 맨해튼의 범죄 조직 나일을 수사하고 있었다. 수사 기간 동안, 브래들리는 후에 로버트 에반스로 밝혀지는 노먼이라는 자와 만나게 된다. 에반스는 그에게 그의 여동생을 인질로 붙잡고 있다고 말하며(여동생의 이름 또한 밀라), 만약 나일에 관한 경찰의 기밀 정보를 빼오지 않으면 밀라가 죽을 것이라고 협박한다. 브래들리는 여동생의 안전을 염려한 나머지 경찰의 기밀 정보를 누설하고, 나일의 진실과 오스터존, 그리고 제니의 유괴에 대해서 알게 된다. 더닝에게 동정심을 느낀 브래들리는 나일이 운영하는 창고에 있던 작품 "문을 여는 천사"를 훔친다. 브래들리는 거래를 통해 자신이 맡은 역할을 끝내고 밀라를 확인하러 가지만, 그녀는 로버트 에반스에게 죽은 뒤였다. 경찰서에서 일하는 카일은 전화를 통해서 브래들리가 배신하여 경찰 세력과 대립하게 되었다는 사실을 듣게 된다. 충격과 혼란에 둘러싸인 카일은 허드슨 강의 부두에서 브래들리와 조우하게 되고, 도망가려는 그에게 총을 쏜다. 브래들리는 강에 빠져 사라지고, 카일은 그가 죽었을거라고 생각한다. 카일은 이 일을 계기로 형사를 그만두게 되고, 레드 크라운 상회의 세일즈맨으로 일하게 된다.
하지만 브래들리는 살아남아 현재로부터 6개월 전, 호텔 더스크로 찾아간다. 그는 더닝과의 첫만남에서 자신이 에반스와 나일, 오스터존에 대해 알고 있다고 말한다. 더닝은 브래들리를 신뢰하지 못하여서 그에게 자신은 그것들에 대해 아무것도 모른다고 거짓말을 한다. 카일이 자신을 추적할 것을 알고, 브래들리는 카일의 이름으로 체크인을 하고 몇가지 실마리를 남겨둔다. 그는 더닝에게 "문을 여는 천사"를 돌려준다. 호텔 더스크에 머무는 동안, 브래들리는 로빈스 병원에 자신의 여동생과 같은 이름을 가지고 있는 밀라를 찾아가기로 결심한다. 브래들리는 그녀에게 자신의 여동생이 하고 있던 "밀라"라는 이름이 새겨진 팔찌를 채워준다. 얼마 후, 밀라는 혼수상태에서 벗어나게 된다. 이미 사건이 있은 후 10년이라는 세월이 흘렀고 말을 할 수도 없게 되었다. 6달 동안 병원에서 아버지를 기다리던 밀라는 자신이 직접 그를 찾기로 결심하지만, 그녀에게 유일한 실마리는 오래된 호텔 더스크의 팜플렛(브래들리가 방문했을 때 두고 간 것)뿐이었다. 자동차로 호텔 더스크로 가는 도로를 지나던 카일은 그녀와 잠시 동안 눈이 마주치게 된다. 그녀는 카일이 체크인을 한 지 얼마 되지 않아 호텔 더스크에 도착하고, 이로써 이야기가 시작되게 된다.

## 등장인물
- 카일 하이드 - 전직 형사이며 현재 레드크라운 상회의 세일즈맨. 3년 전 실종된 동료이자 친구인 브래들리를 찾고 있다.
- 더닝 스미스 - 호텔 더스크의 주인. 로버트 에반스의 친구이다. 에반스와 함께 가공의 화가 '오스터존' 을 만들었다.
- 로사 폭스 - 호텔 더스크의 메이드. 호텔 더스크에 나타난 밀라를 돌보아 준다.
- 루이스 프랑코 - 호텔 더스크의 보이. 3년 전까지 맨해튼에서 소매치기였으며, 카일에게 여러 번 잡힌 적이 있다.
- 밀라 에반스 - 카일이 호텔 더스크로 오는 길에서 본 소녀이자 로버트 에반스의 딸. 약 반년 전에 의식을 되찾은 소녀이다.
- 제프 데이먼 - '제프 엔젤'이라는 가명을 사용하고 있는 고등학생. 래리 데이먼 변호사의 아들이며 나일의 고문 변호사인 아버지를 싫어한다.
- 헬렌 파커 - 알렌 파커의 어머니이자 로스엔젤레스에서 일하던 전직 마술사. 사라진 아들을 찾고 있다.
- 마틴 서머 - '비밀의 언어'를 쓴 작가이다. 하지만 '비밀의 언어'는 친구 알렌의 작품을 도작했던 것이고, 알렌은 작품을 도작당한 후 실종되었다.
- 아이리스 - 케빈의 아내 그레이스의 여동생, 배우이며 거만하다.
- 케빈 우드워드 - 그레이스의 남편이자 산타모니카의 로빈스 기념 병원에서 일하는 외과 의사. 그레이스가 집을 나간 이후로 남은 딸을 혼자 돌보면서 괴로워하고 있다.
- 멜리사 우드워드 - 케빈과 그레이스의 딸. 카일의 관심을 끌기 위해 멋대로 굴지만 가슴 속에는 아픈 마음을 품고 있다.
- 브라이언 브래들리 - 카일이 찾고 있는 동료이자 친구. 카일이 과거 형사 시절의 동료였지만 3년 전 나일의 아지트에서 오스터존의 작품 '문을 여는 천사' 와 거금을 빼돌려 자취를 감추었다.
- 에드 빈센트 - 레드크라운 상회의 사장. 카일이 10살 때 세상을 떠난 카일의 아버지의 친구이다.
- 레이첼 - 레드크라운 상회의 직원이자 에드의 비서. 에드와 카일 사이의 연락을 맡고 있다.

## 개발
호텔 더스크는 20명의 개발 스태프들이 모여 1년 반의 개발 기간을 거쳐서 완성되었다. Qj.net과의 인터뷰에서 아트 디렉터 가나사키 다이스케는 "우리는 호텔 더스크가 다른 게임에서는 찾아볼 수 없는 새로운 시각 표현을 보여주기를 원했다."고 언급하였다. 게임은 캐릭터를 움직이는 데 로토스코프 기법을 이용하고 있으며, 모노톤의 회화풍 일러스트는 게임 환경에서 3-D 배경의 사물과 함께 묘사된다. 이런 기법이 처음 사용된 것은 아니지만, 로토스코프는 대부분의 게임에서 드물게 사용되고 있다.
본래 가로 형태로 개발하고 있었지만, 대화 장면의 표현을 위해 세로 형태로 변경되었다. 그 결과, 가로 형태보다 대화 중의 분위기가 매우 잘 표현되었으며, 인물의 전체상 묘사도 쉬워졌다.

## 평가
2008년 1월 4일, 《호텔 더스크의 비밀》이 게임 랭킹에서 80%, 메타크리틱에서 78%의 리뷰 점수를 얻었다. IGN (7.9/10), 게임스팟 (8.2/10), Electronic Gaming Monthly (8.67/10), 1UP.com (8/10) 등, 대부분의 주요 리뷰 사이트에서 이 게임에 높은 점수를 주었다. 게임 리뷰의 주된 호평 내용은 게임의 줄거리와 잘 짜여진 등장인물 간의 대화였다. 게임스레이다의 캐롤린 구드먼슨은 다음과 같이 말했다. "...게임이 매우 잘 짜여져 있으며, 대화의 내용 또한 매우 자연스럽다. 이것은 실제 사람과 대화를 하는 것 같은 느낌을 더욱 주고 있으며, 동시에 게임에 더욱 몰입할 수 있게 한다." 게임스팟은 다음과 같이 평했다. "...호텔의 사람들은 단순히 반만 그려진 만화 인물이 아니라, 줄거리를 이끌어 가기 위해 치밀하게 짜여져 있다. 이 사람들은 모두 각자의 특성과 비밀을 가지고 있으며, 서로 간의 대화를 진행하면서 이것들이 드러나게 된다." Trigames.net의 사라 "소피나K" 스파울딩은 게임에 별 5개에 5개를 주며, "대단한 줄거리 진행, 자각의 유머", 그리고 "독특한 예술적 감각" 등의 표현으로 게임을 극찬하였다.
게임은 게이밍 타겟의 "2007년부터 아직까지 하고 있는 52가지 게임" 중 하나로 선정되었다.

## 후속작
일본에서는 2010년 1월 14일, 그리고 유럽에서는 2010년 9월 17일에 라스트 윈도우: 한밤중의 약속(한국명 미정)이 발매되었다. 《호텔 더스크의 비밀》이 연쇄적으로 등장인물들의 스토리를 해결한다면, 라스트 윈도우는 카일의 과거를 집중적으로 보여준다. 그리고 호텔 케이프 웨스트가 배경이 되며, 소설 시스템이 도입되어 힌트나, 진행과정들을 보여준다. 그러나 호텔 케이프 웨스트는 호텔이 아닌, 카일이 살고있는 아파트이다. 그렇지만 개발사 CING이 2억 5천600만엔의 빚 때문에 파산하게 되어 그들의 마지막 작품이 되었고, 이로 인해 이 작품의 한글판으로의 출시 또한 불투명해진 상황이다.